# Kristina Brazauskienė
Kristina Butrimienė-Brazauskienė (* 20. Februar 1949 in Kaunas, Litauische SSR) ist eine litauische Unternehmerin und Politikerin von Vilnius und Witwe des früheren litauischen Präsidenten Algirdas Brazauskas.

## Leben
Während der Sowjetzeit übte Butrimienė verschiedene berufliche Tätigkeiten aus. So arbeitete sie u. a. im Projektierungsinstitut Kaunas, dem Restaurant „Vilnius“, der Kantine „Šešupė“, war Leiterin des Cafés „Neringa“ und des Restaurants „Draugystė“ sowie der Kantine des Ministerrats Sowjetlitauens.  Von 1973 bis 1978 absolvierte sie das Studium der Handelswirtschaft an der Vilniaus universitetas. Bis Mai 2007 war sie Direktorin des Hotels Crown Plaza Vilnius in der litauischen Hauptstadt.
Ab 1990 war sie Mitglied der Lietuvos demokratinė darbo partija, ab 2011 Vorsitzende von Lietuvos prezidento sąjunga. Seit Februar 2012 leitet sie die Partei Demokratinė darbo ir vienybės partija.
Von 2003 bis 2007 war sie Mitglied im Stadtrat Vilnius.
Von 2002 bis zu seinem Tod im Jahr 2010 war sie in zweiter Ehe mit Algirdas Brazauskas verheiratet.